# Beryllophantis
Beryllophantis es un género de polillas tortrícidas categorizado en la tribu Tortricini, de la subfamilia Tortricinae. Fue descrito por Edward Meyrick en 1938.

## Especies
- Beryllophantis allochlora Horak y Sauter, 1979
- Beryllophantis alphophora Horak y Sauter, 1979
- Beryllophantis asticta Horak y Sauter, 1979
- Beryllophantis cochlias Meyrick, 1938
- Beryllophantis microtera Horak y Sauter, 1979
- Beryllophantis phaioptera Horak y Sauter, 1979
- Beryllophantis poicila Horak y Sauter, 1979